# I Bangu koreai herceg
Csinan nagyherceg (hangul: 진안대군, Csinan tegun, RR: Jinan daegun; 1354–1394), személynevén I Bangu, a koreai Csoszon első királya, Thedzso és Sini királynő első gyermeke volt. Tehetős ember volt, Korjo utolsó királyának titkára. 1388-ban édesapja megdöntötte Korjo-donasztiát, ekkor Csinan a cshelvoni Poge-hegyekbe vonult vissza. Annak ellenére, hogy ekkora már tehetős ember volt, nem kívánt részt venni édesapja tevékenységeiben. Később Hamhungba költözött, ahol korai halált halt 40 évesen.
1392-ben, amikor Thedzso király címeket adományozott, első fia a csinan nagyherceg címet kapta.
A Csoszon-dinasztiáról szóló kalendáriumokban Csinan nagyherceget mint az alkohol nagy barátját írták le, aki haláláig bőségesen ivott.
Ennek ellenére, egy a nagyhercegnek 1789-ben állított emlékkő tanúsága szerint „Csinan nagyherceg szüleinek példaértékű gyermeke volt, aki jó gondját viselte testvéreinek. Irodalmi lelkületű ember volt, aki visszavonult életet élt és nem áhítozott vagyonra vagy tekintélyre.”